# Джоан Робінсон
Джоа́н Ва́йолет Ро́бінсон  (англ. Joan Violet Robinson; 31 жовтня 1903, Кімберлі, Велика Британія, — 5 серпня 1983, Кембридж, Велика Британія) — британська економістка.
Лідерка лівого кейнсіанства, яке справило величезний вплив на розвиток посткейнсіанського напрямку в сучасній економічній теорії.
На початку 30-х рр. виступила проти теорії досконалої конкуренції як механізму, що забезпечує рівновагу капіталістичної ринкової системи, і висунула теорію недосконалої конкуренції. У 50-х рр. обґрунтувала концепцію економічного зростання.
Роботи Дж. Робінсон відігравали важливу роль у критиці теорії граничної корисності та заснованій на ній концепції функціонального розподілу доходів. У 70-х рр. Робінсон приділяла увагу критичному аналізу ортодоксальної економічної теорії, висунувши положення про її глибоку кризу і необхідність оновлення на засадах посткейнсіанства.

## Основні праці
- «Економіка недосконалої конкуренції» (The Economics of Imperfect Competition, 1933);
- «Нариси з марксистської економіки» (An Essay on Marxian Economics, 1942);
- «Накопичення капіталу» (Accumulation of Capital, 1956);
- «Нариси з теорії економічного росту» (Essays in the Theory of Economic Growth, 1962);
- «Економічна філософія: нариси з розвитку економічної думки» (Economic Philosophy: An essay on the progress of economic thought, 1962).

## Критика
Історик економічної науки Марк Блауг про погляди Джоан Робінсон:
«Довгоочікуваний підручник Джоан Робінсон з «сучасної економіки» чудово ілюструє типове ставлення кембриджських економістів до мікроекономіки. Вся традиційна теорія цін викладена в одному розділі... [деякі] ціни формуються шляхом звичайної надбавки до собівартості, причому рівень самої надбавки залишається непоясненим. За винятком цієї глави, книга має наполегливий макроекономічний підхід... Вражаючим упущенням у книзі є будь-яка згадка про тісно пов'язані концепції зовнішніх ефектів та суспільних благ, які більшість економістів сьогодні розглядають як основні складові «неспроможності ринку», що стала плідно застосовуватися... до проблем забруднення та заторів» (Blaug, 1974, p. 4). (Blaug, 1974, p. 71-2)